# Club Natación Santa Olaya
El Club Natación Santa Olaya (CNSO), "Oly", es un club deportivo de Gijón, creado el 23 de septiembre de 1953, dedicado a la natación que cuenta con unos 16.000 socios. En  la Copa de España de Clubes de Natación, el equipo compite en primera división.
Entre sus logros están haber ganado la Copa Stadium en 1994, así como ser uno de los pocos equipos asturianos que se encuentra en la máxima categoría nacional de su deporte. Su máximo rival en la ciudad es el Real Grupo de Cultura Covadonga, con quien organizaba desde 2006 la carrera popular Club Natación Santa Olaya - Real Grupo de Cultura Covadonga, que se celebra en septiembre.
Ha sido elegido en varias ocasiones para organizar competiciones a nivel nacional en diferentes categorías, como Campeonato de España de Natación o Copa de España Absoluta de Natación, a donde asistieron nadadores de la selección española como Nina Zhivanevskaya, Olaf Wildeboer, Erika Villaécija, Ana Belén Palomo, Mireia Belmonte o Rafael Muñoz. Incluso, se ha disputado en una ocasión, un partido de waterpolo entre las selecciones de España e Italia en 1999.
Varios de sus deportistas han sido olímpicos: María Olay García y Eva Piñera Piñera que participaron en las Olimpiadas de Atlanta 1996; Marco Rivera Miranda, que participó en las de Atenas 2004 y Pekín 2008;  y Merche Peris, en Pekín 2008, así como varios nadadores que fueron convocados con la selección española en diferentes categorías, en diferentes competiciones internacionales, como el Torneo Tres Naciones Junior o el Festival Olímpico de la Juventud Europea.
El 12 de julio de 2004, el Santa Olaya fue nombrado Asociación Declarada de Utilidad Pública.

## Historia

### Inicios
Al principio el club fue un grupo de amigos de los barrios gijoneses del Natahoyo y La Calzada, que pretendían crear un espacio que compensase las carencias de la zona, ya que no existía un club o asociación que diera posibilidades a la juventud para la práctica del deporte. En una reunión celebrada el 22 de septiembre de 1953, se constituye la primera directiva del club, creándose ese aquel día el Club Natación Santa Olaya. Para evitar que sus reuniones fueran tomadas por ilegales, ya que en aquella época, el derecho de libre asociación estaba abolido, se inscribió en la Federación Astur-Leonesa de Natación, por lo que en 1954, el Club Natación Santa Olaya estaba ya registrado como sociedad oficialmente para cualquier contingencia a efectos administrativos.
Entre sus actividades y proyectos estaban la creación de un equipo de natación. Los entrenos se realizaban en el mar y se participaba en travesías como la de Musel-Gijón, en el puerto de El Fomento, en el río Piles. Las actividades y demás acontecimientos que organizaban, junto con las cuotas que habían fijado, iban aportando algo de dinero al presupuesto del club. Poco a poco la fama del club se extiende por Gijón.
En aquel momento, el club contaba con más actividades aparte de la idea de un equipo de natación, pero sería esta última la que saldría adelante, entre otras cosas, por la idea de construir una piscina. Así que, sin permisos y de forma rudimentaria, se comienza a construir (entre las zonas donde actualmente se extienden la Playa del Arbeyal y el Astillero de Juliana) una piscina de 25 metros de agua salada. Las obras se llevaron a cabo entre los socios (directiva incluida), cada uno aportando lo que podía. Comenzaron el 26 de marzo de 1959 y terminaron el 21 de agosto de 1960. En ese casi año y medio de obras, los vecinos de la zona y todos cuantos tuvieron noticias de la construcción de la piscina, no les pareció al principio que saliera adelante el proyecto, pero al ver que las obras continuaban, los vecinos aportaban medios para la construcción, convenciendo cada vez de que iban en serio con la piscina. Se va extendiendo por Gijón la noticia de que el Santa Olaya está construyendo una piscina, apareciendo en publicaciones de la prensa local. El 6 de octubre de 1959, comenzaron los entrenamientos en la piscina.

### Años 1960
El 21 de agosto de 1960, acudieron todos cuantos participaron en las obras, socios del club, vecinos y autoridades locales y regionales a la inauguración de la primera piscina del Santa Olaya, en la que se celebraron pruebas de natación. La labor realizada hasta el momento, es contada por los periódicos locales, regionales e incluso nacionales, donde se destaca lo conseguido, hecho con tan poco. A la fama conseguida, le siguen las felicitaciones y subvenciones por parte de las instituciones.
A partir de ahora, se trabaja en los entrenamientos y organizando pequeñas competiciones, para encontrar a jóvenes nadadores para el equipo, el cual, comienza a competir en campeonatos regionales (donde empieza a destacar como equipo) y nacionales (donde empiezan a asistir sus nadadores). Al mismo tiempo que el equipo crece, lo hace también la fama en el barrio y la ciudad y también el presupuesto y el número de socios.

### Años 1970
En la Asamblea Ordinaria del 2 de octubre de 1970, entre otros asuntos, se acordó la compra de parcelas colindantes para la ampliación del club
El 21 de agosto de 1971, acompañado de otras autoridades, visitó el club Torcuato Fernández Miranda, visita, en la que se habló de mejorar las instalaciones y construir una piscina de 25 metros cubierta. Se da una subvención para las obras de ampliación, la cual es aprobada el 26 de mayo de 1972. Mientras, el proyecto se va posponiendo, por lo que el vocal del club, Primitivo Morrondo, visita a Torcuato Fernández para hablarle de la situación de las obras de ampliacióm y pedirle ayuda. En 4 de octubre de 1973, gracias a su intervención, las obras de la piscina cubierta comienzan oficialmente, que se inauguró el 1 de septiembre de 1976. Las nuevas obras que empezaron a funcionar el 14 de septiembre de ese mismo año, constaban de: oficinas, cafetería, sala de lectura y televisión, vestuarios, gimnasio, cancha polideportiva, la vieja piscian, y la nueva cubierta de 25 metros.
Entre sus éxitos deportivos, destaca la mejor marca nacional del relevo 4x50 metros estilos femenino.
En 1979, varios socios reclaman, que si bien el club está dedicado a la natación, quieren poder emplear las instalaciones para practicar otros deportes aparte de la natación

### Años 1980
En ese año, con un Reglamento de Régimen Interno aprobado, unas situació económicamente favorable, el número de socios en aumento y los éxtios que va consiguiendo el equipo, el club planea extender los terrenos hacia el mar, que tendrían que ser donados por el Ministerio de Obras Públicas y por el Puerto de Gijón. Además, realiza la compra de terrenos colindantes, previstas dentro del proyecto de ampliación.
En 1981, regresa al club, como ayudante del entrenador, Luis Armando Menéndez, exnadador del club. Además, en sustitución de Adolfo Carbajosa, y con miras a objetivos deportivos más altos, se contrata a Manolo Escudero.
El 23 de noviembre de 1982, se recibe el permiso de cesión de la superficie para realizar la ampliación. Las obras comenzaron en febrero de 1983, tras aprobar los presupuestos para la ampliación.
En agosto de ese año, tras la marcha de Escudero como entrenador, por no llegar a un acuerdo en su renovación, le sustituye Carlos Carnero.
El 8 de junio de 1984, se incorpora como ayudante del entrenador el exnadador José Luis Sánchez "Josín".
El 25 de enero de 1985, se celebra el primer Festival de la Natación CNSO, tradición en el club desde entonces. En ese mismo mes, Cesar Sanmartino, Victoria Maclanda y Pilar Fernández, son elegidos para participar con la selección española absoluta en diversas competiciones, junto con el entrenador Carnero y el gerente del club como delegado.
En marzo de 1986, se anunció que en breves se abriría en el club un servicio médico tanto para el equipo, como para los socios. A finales de año, surge la idea de hacer una piscina de 50 metros.
El 3 de marzo de 1988, es instalado en la piscina cubierta de 25 metros, el marcador electrónico y unos días después, es registrado el nombre y el escudo del Club Natación Santa Olaya.
En los primeros meses de 1989, es presentado un estudio de construcción de la piscina de 50 metros, que tuvo variaciones respecto a su ubicación.
Ponía fin a los ochenta, con varios éxitos deportivos a nivel regional y nacional, con participaciones de nadadores en la seleciión española. Sin embargo, no acabó bien la década en el aspecto social, pues varios socios estaban disconformes con los presupuestos, por lo que el presidente dimitió y el vicepresidente tuvo que ponerse al frente hasta la próxima asamblea.

### Años 1990
El 23 de febrero de 1990, es elegido presidente Jorge Luis Espinosa.
En 1992, el club organizó la Copa de España de Primera División, donde lograron su primer ascenso a División de Honor y a finales de este año, tras los trámites debidos, comenzaron las de construcción de la piscina de 50 metros.
En la edición del Trofeo Internacional Villa de Gijón, del año 1993, participaron nadadores estadounidenses como Jon Olsen, Mark Henderson y nacionales como María Peláez; también tiene lugar en este año la participación de María Olay en el Campeonato de Europa Junior con la selección nacional.
El 4 de mayo de 1994, el Club Natación Santa Olaya fue galardonado con la Copa Stadium y el 19 de noviembre de 1994 se inauguró la piscina de 50 metros, así como el cronómetro con el que contaba.
En 1996, las nadadoras del Santa Olaya, María Olay García y Eva Piñera Piñera, fueron las primeras nadadoras asturianas en participar en unos Juegos Olímpicos, donde participaron en sus pruebas individuales y en el relevo de 4 x 100 metros estilos.
En 1997, con la nueva directiva recién constituida, el club atravesó una mala etapa cuando, por una falta de entendimiento a causa de desacuerdos entre la directiva y el técnico Carlos Carnero. En este tiempo en que se desarrolló este hecho, se produjeron encierros de los nadadores en las instalaciones, mostrando así su apoyo al técnico; este último se marchó junto con nadadores que decidieron irse con él tras conocer su decisión. El club entró así en una crisis deportiva que le llevó incluso hasta descender a Segunda División. En sustitución a la marcha de Carnero, vino Juan Carlos Vallejo "Kimbo" para ponerse al frente del equipo absoluto.

### Años 2000
Las incorporaciones para la temporada 2001-2002 fueron: Elba Fernández, Hernán García y Roberto Rúa del Real Grupo de Cultura Covadonga y Sergio García del C. N. Sabadell.
En el año 2003, el Santa Olaya celebró su cincuenta aniversario, organizando actos, como la Gala del Club en el Teatro Jovellanos de Gijón, o la organización de la Copa de España Absoluta de Natación donde los equipos masculino y femenino lograron el ascenso a División de Honor al ganar en sus respectivas categorías de 1ª División. En este año, y también dentro de las conmemoraciones de su cincuenta aniversario, presentó su candidatura al Premio Pueblo Ejemplar de la Fundación Príncipe de Asturias, el cual perdió ante la localidad de Navelgas.
En el año 2006, el relevo de 4 x 200 metros libre, logró la medalla de bronce en los Campeonatos de España Absoluto de Verano, celebrados en Almería.
Durante este tiempo, se construyen y remodelan algunas de las instalaciones.
Para la temporada 2007-2008, el club fichó a Marco Rivera Miranda, procedente del Club Valenciano de Natación, a Gregorio García Alonso "Goyo", procedente de la A. D. Manuel Llaneza y a Víctor Manuel Mendoza "Pizo", procedente del Club Natación Carballo. Sin embargo, la nadadora Sonia González, se marchó al Club Tenis Elche. En la Copa de España Absoluta de Natación, celebrada en las instalaciones del C.N. Hospitalet, el equipo masculino se proclamó campeón de Primera División, con lo que logró el ascenso a División de Honor. Por el contrario, en la Piscina del Centro de Natación M-86 de Madrid las chicas descendieron de División de Honor a Primera División. Días después, Marco Rivera fue seleccionado para participar con la selección nacional en los Juegos Olímpicos de Pekín 2008

## Instalaciones

### Piscinas
- Piscina climatizada -cubierta de 50 metros, con grada
- Piscina climatizada-cubierta de 25 metros, con grada
- Piscina exterior de 25 metros de agua salada

### Instalaciones al aire libre
- Pista de atletismo
- Zona de calistenia
- Pista de baloncesto 3×3
- Pistas de tenis
- Pistas de padel
- Polideportivo
- Parque infantil
- gimnasio de musculación

### Salas
- Salón de Actos
- Salas polivalentes
- Sala de Yoga
- Sala de Lectura
- Ludoteca
- Cafetería

### Gimnasios y otras instalaciones cubiertas
- Gimnasios de libre acceso para los socios
- Gimnasio específico del equipo de natación
- Sauna y Jacuzzi
- Vestuarios generales
- Vestuarios adaptados
- Vestuarios cursillistas
- Cafetería/Sala de TV
- Salas Rayos U.V.A.
- Médico y fisioterapeuta

## Directiva
- Jose Enrique Plaza Martínez (Presidente)
- Noelia García casal(Vicepresidenta 1º)
- Gonzalo González Méndez (Vicepresidente 2º)
- Alfonso Menéndez (Gerente)
- Emilio Núñez (Director deportivo)

## Personal
- Antonio Oliveira Ferrer (Director Técnico)
- Montserrat Suárez Fernández(Entrenadora)
- José Manuel Peliz Delgado "Peliz" (Delegado de Sección)
- Gregorio García Alonso "Goyo" (Entrenador)
- Luz María García Pérez "Luzma" (Entrenadora)
- Silvia Muñiz Menéndez(Entrenadora)
- Diego García Casco (Preparador Físico)
- Aida Maestro Resta (Médico)
- Pablo Cuervo (Fisioterapeuta)

## Presidentes
- Pelayo Blanco Álvarez (1953-1959)
- José Fernández Miranda (1959-1966)
- Primitivo Morrondo Iglesias (1966-1967)
- José María Solar García (1967-1974)
- Marino Iglesias Menéndez (1974-1979)
- Angel Terán Arroyo (1979-1986)
- Roberto Álvarez Beltrán (1986-1989)
- Jorge Espinosa Castro (1989-1997)
- Jenaro Prendes Alcoba (1997-2001)
- Luis Félix Fernández Menéndez (2001-2012)
- Secundino González García (2012- 2020)
- Jose Enrique Plaza Martinez (2020- presente)

## Entrenadores
- Adolfo Carbajosa Estrada (1961-1981)
- Manuel Escudero Cordón (1981-1983)
- Carlos Carnero Suárez (1983-1997)
- Juan Carlos Vallejo (1997-1999)
- Xavier Torrallardona i Caceres (1999-2013)
- José Rivera Lamigueiro (2013-2021)
- Antonio Oliveira Ferrer (2021 - presente)

## Competiciones que organiza
- Copa de España Absoluta (siempre que sea elegido por la RFEN como sede)
- Campeonato de España (siempre que sea elegido por la RFEN como sede)
- Campeonato de Asturias (siempre que sea elegido por la FNPA como sede)
- Trofeo Internacional Villa de Gijón
- Trofeo Alfonso Moral
- Trofeo Alberto Balbín

## Palmarés

### Galardones
- Placa de Plata al Mérito Deportivo de la Junta Provincial de Educación Física y Deportes como 'Sociedad más distigüida' (1960)
- Placa de bronce al Mérito Deportivo de la Delegación Nacional de Educación Física y Deportes (1961
- Placa de Plata "25 Aniversario" de la Federación Española de Natación (1978)
- Placa de Plata de la Federación Asturiana de Natación (1978)
- Placa de Plata de la Delegación Provincial del Consejo Superior de Deportes al 'Mejor Equipo Femenino' (1980)
- Medalla de Plata del Principado de Asturias (1989)
- Copa Stadium (1994)
- "Picu Urriellu". Centro Asturiano de Madrid (1995)
- Trofeo de la Asociación de la Prensa Deportiva del Principado de Asturias- XVI Trofeo Consejo de Gobierno del Principado de Asturias como 'Mejor Club Deportivo de 1999'
- Placa de Plata "50 Aniversario" de la Federación Española de Natación (2003)
- XI Premio Delfos al Deporte 2003, categoría Entidades Deportivas (2003)
- Medalla de Plata del Iltre. Ayuntamiento de Gijón (2003)
- Trofeo de la Asociación de la Prensa Deportiva del Principado de Asturias- XX Trofeo Consejo de Gobierno del Principado de Asturias como 'Mejor Club Deportivo de 2003'

### Trofeos
- Copa de España de Primera División -(masculino:3 veces / femenino:2 veces)
- Copa de España de Segunda División -(masculino:1 vez)
- Subcampeonato de España Junior -(femenino:2 veces)
- Subampeonato de España Infantil -(femenino:2 veces)
- Subcampeón en Copa de España Infantil -(femenino: 2 veces)
- Campeonato de Asturias Absoluto (desde temporada 1975-1976) -(masculino:40 veces / femenino:44 veces / conjunta:42 veces)

### Records y Mejores Marcas
(solo aparecen los que están vigentes)

#### Récords de España
- Piscina de 25 metros:
  - 800 metros libre masculino -Marco Rivera
  - 4 x 100 metros estilos -(femenino:Club Natación Santa Olaya)
- Piscina de 50 metros:
  - 400 metros libre masculino -Marco Rivera
  - 800 metros libre masculino -Marco Rivera
  - 1500 metros libre masculino -Marco Rivera

#### Récords de Asturias
- Piscina de 25 metros:
  - 50 metros libre -(masculino:Pablo Artime Rodríguez / femenino:Sonia González Gavilán)
  - 100 metros libre -(masculino:Álvaro García Pastor / femenino:Sonia González Gavilán)
  - 200 metros libre -(masculino:Pablo Artime Rodríguez / femenino:Laura Fernández Rodríguez)
  - 400 metros libre -(masculino:Marco Rivera / femenino:Laura Fernández Rodríguez)
  - 800 metros libre -(masculino:Marco Rivera / femenino:Laura Fernández Rodríguez)
  - 1500 metros libre -(masculino:Marco Rivera / femenino:Mireia García Albareda)
  - 50 metros mariposa -(masculino:Javier Soriano Machado)
  - 100 metros mariposa -(masculino:Fernando Zarzosa Alonso)
  - 200 metros mariposa -(masculino:Sergio García Alonso)
  - 50 metros espalda -(masculino:Diego Fernández Córdoba / femenino:Eva Piñera Piñera)
  - 100 metros espalda -(masculino:Diego Fernández Córdoba / femenino:Eva Piñera Piñera)
  - 200 metros espalda -(masculino:Diego García Rapado /femenino:Laura Fernández Rodríguez)
  - 50 metros braza -(masculino:Federico Zamora Gimeno / femenino:Ana González Pena)
  - 100 metros braza -(masculino:Sergio García Alonso / femenino:María Olay García)
  - 200 metros braza -(masculino:Sergio García Alonso / femenino:María Olay García)
  - 100 metros estilos -(masculino:Sergio García Alonso)
  - 200 metros estilos -(masculino:Sergio García Alonso / femenino:Lorena Lera Reiriz)
  - 400 metros estilos -(masculino:Sergio García Alonso)
  - 4x50 metros libre -(masculino y femenino:Club Natación Santa Olaya)
  - 4 x 100 metros libre -(masculino y femenino:Club Natación Santa Olaya)
  - 4x200 metros libre -(masculino y femenino:Club Natación Santa Olaya)
  - 4x50 metros estilos -(masculino y femenino:Club Natación Santa Olaya)
  - 4 x 100 metros estilos -(masculino:Club Natación Santa Olaya)
- Piscina de 50 metros:
  - 50 metros libre -(femenino:Sonia González Gavilán)
  - 100 metros libre -(femenino:Sonia González Gavilán)
  - 200 metros libre -(masculino:Roberto Domínguez Viñas y femenino:Laura Fernández Rodríguez)
  - 400 metros libre -(masculino:marco Rivera Miranda y femenino:María Rodríguez Álvarez)
  - 800 metros libre -(masculino:marco Rivera Miranda y femenino:Raquel Lomban Rodríguez)
  - 1500 metros libre -(masculino:marco Rivera Miranda y femenino:Mireia Gómez Albareda)
  - 50 metros mariposa -(masculino:Javier Soriano Machado y femenino:Sonia González Gavilán)
  - 100 metros mariposa -(masculino:Javier Soriano Machado)
  - 200 metros mariposa -(masculino:Álvaro García Moreno)
  - 50 metros espalda -(femenino:Eva Piñera Piñera)
  - 100 metros espalda -(femenino:Eva Piñera Piñera)
  - 200 metros espalda -(masculino:Diego García Rapado y femenino:Laura Fernández Rodríguez)
  - 50 metros braza -(masculino:Federico Zamora Gimeno y femenino:Elena Llaneza Hevia)
  - 100 metros braza -(masculino:Santiago Castellanos Gómez y femenino:María Olay García)
  - 200 metros braza -(masculino:Sergio García Alonso y femenino:María Olay García)
  - 200 metros estilos -(masculino:Sergio García Alonso y femenino:Lorena Lera Reiriz)
  - 4x50 metros libre -(masculino y femenino:Club Natación Santa Olaya)
  - 4 x 100 metros libre -(masculino y femenino:Club Natación Santa Olaya)
  - 4x200 metros libre -(masculino y femenino:Club Natación Santa Olaya)
  - 4x50 metros estilos -(masculino y femenino:Club Natación Santa Olaya)
  - 4 x 100 metros esilos -(masculino y femenino:Club Natación Santa Olaya)

#### Mejores Marcas Nacionales
- Piscina de 25 metros:
  - 50 metros libre femenino (3 veces) -Sonia González (14, 16, 17 años)
  - 100 metros libre femenino (1 vez) -Sonia González (16 años)
  - 50 metros mariposa femenino (1 vez) -Sonia González (15 años)
- Piscina de 50 metros:
  - 50 metros libre femenino (3 veces) -Sonia González (15, 16, 17 años)
  - 100 metros libre femenino (1 vez) -Sonia González (17 años)
  - 100 metros braza femenino (1 vez) -María Olay (15 años)

## Secciones deportivas

### Baloncesto
Su equipo de baloncesto masculino compite en la Primera División Nacional de Baloncesto.